# Éditions Kirjapaja
Les éditions Kirjapaja (Kirjapaja Kustannus) sont un éditeur de livres chrétiens fondé en 1942 en Finlande. 